# Muhammad Aref
Muhammad Aref (paschtunisch محمد عارف; russisch Мухаммед Ареф; * 1907; † 1983 in Deutschland) war ein afghanischer Botschafter und Minister.

## Leben
1940 löste er Muhammad Ghaus als Wing Commander der Truppen von Kabul ab. Muhammad Aref war von 1952 bis 6. Dezember 1955 Verteidigungsminister. Seine Loyalität gegenüber Mohammed Sahir Schah überzeugte auch Mohammed Daoud Khan, dieser drängte ihn und seine vermuteten Anhänger im Dezember 1955 aus der Regierung, ließ Muhammad Aref, nachdem er am 6. Dezember 1955 zurückgetreten war, verhaften und übernahm sein Ressort als Verteidigungsminister. Am 27. Januar 1956 bestätigte Mohammed Sahir Schah das entsprechend neugebildete Regierungskabinett.
Muhammad Aref war von 1960 bis 24. Februar 1961 Botschafter in Belgrad. Vom 24. Februar 1961 bis 1973 war er Botschafter in Moskau. Er überreichte am 31. März im Kreml Anastas Mikojan sein Beglaubigungsschreiben. Mohammed Daoud Khan befürwortete die Angliederung der Stammesgebiete unter Bundesverwaltung und Khyber Pakhtunkhwa im Nordwesten Pakistans, mit ihrer überwiegend Paschtu sprechenden Bevölkerung an Afghanistan. 1961 reagierte Pakistan mit der Schließung der Grenze zu Afghanistan. Dies führte im Binnenland Afghanistan wirtschaftlich zu einer Orientierung zur Sowjetunion. Sie wurde der wichtigste Handelspartner und der wichtigste militärische Verbündete Afghanistans. So konnte Aref in einer Rede 1971 darstellen, dass seit dem Vertrag von 1921 nichts die sowjetisch-afghanischen Beziehungen getrübt habe.